# Racing After Midnight
Racing After Midnight è il terzo album del gruppo musicale canadese Honeymoon Suite, pubblicato dall'etichetta discografica Warner Bros. l'8 marzo 1988.
L'album, disponibile su long playing, musicassetta e compact disc, è prodotto da Ted Templeman e Jeff Hendrickson. Dei 10 brani, sono 8 quelli firmati da membri del gruppo. Lethal Weapon, già pubblicato come singolo l'anno prima e tratto dalla colonna sonora del film omonimo, il cui titolo in italiano è Arma letale, è qui presente in versione remix.
Dal disco vengono tratti 5 singoli.

## Tracce

### Lato A
1. Lookin' Out for Number One
2. Long Way Back
3. Cold Look
4. Love Fever
5. Other Side of Midnight

### Lato B
1. Love Changes Everything
2. It's Over Now
3. Fast Company
4. Tears on the Page
5. Lethal Weapon (remix)